# 500 Brickell

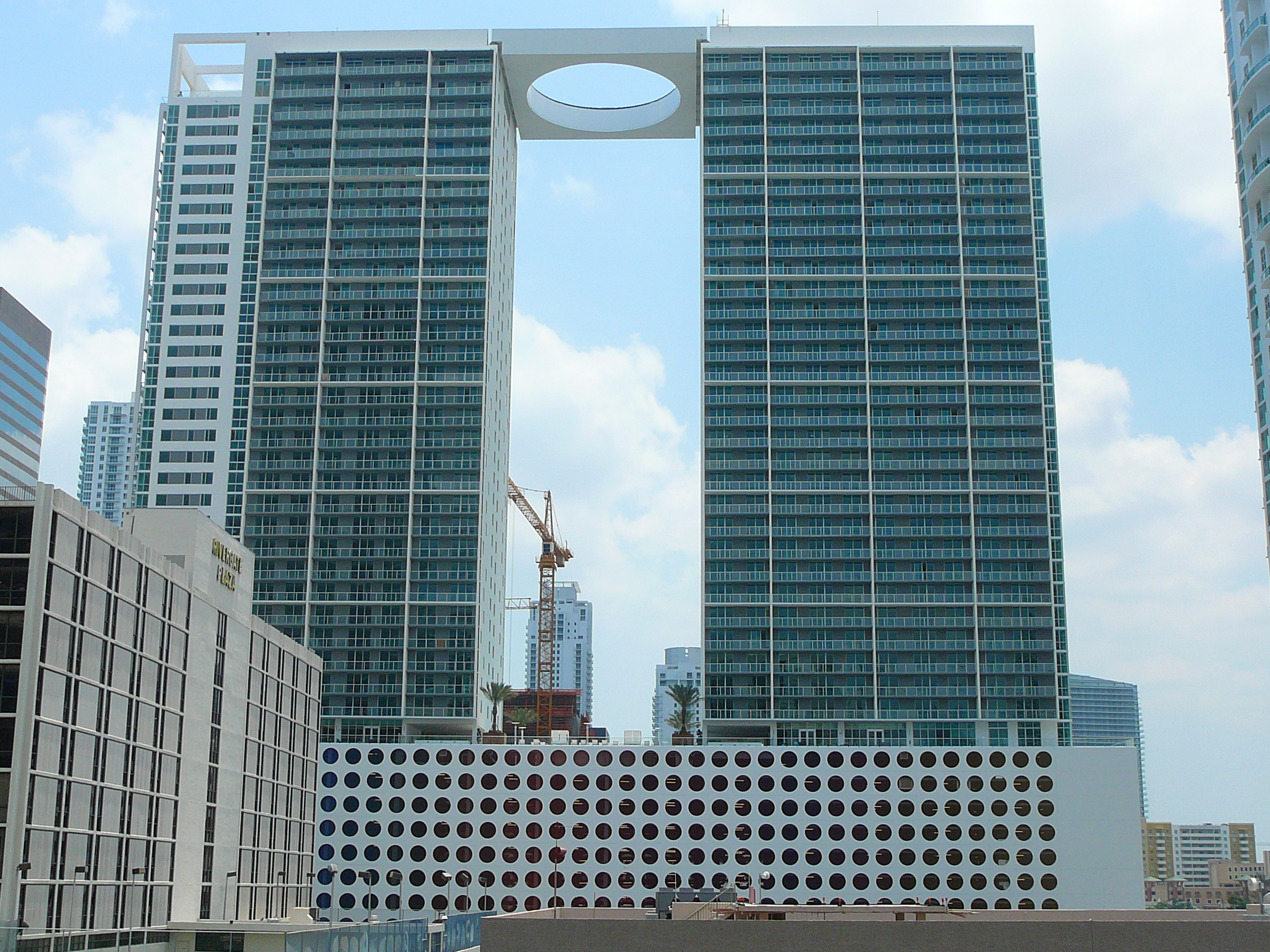
500 Brickell

500 Brickell es un complejo residencial en el barrio Brickell de Miami, Florida, Estados Unidos. El complejo consta de dos torres en condominio, 500 Brickell West Tower y 500 Brickell East Tower. Los dos edificios fueron diseñados como torres gemelas y miden un total de 130 metros de altura (426 pies), repartidos en 42 plantas. Ambos rascacielos fueron diseñados por la firma arquitectónica Arquitectonica, y el complejo fue desarrollado por el Grupo Portofino de Thomas Kramer en asociación con el Grupo Relacionado de la Florida. La construcción de las torres comenzó en abril de 2005 y acabaron los trabajos en 2008.
- MyBrickell: De 2012 a 2014 un edificio más pequeño llamado myBrickell fue construido directamente al oeste de 500 Brickell, en el mismo lote. No tiene estacionamiento incorporado, pero está conectado al pedestal de 500 Brickell vía skybridge. Fue el primer edificio de gran altura construido en Miami después de la Gran Recesión, y se agotó en 2014.

## Diseño
500 Brickell fue diseñado originalmente para emular un arco gigante. Ambas torres están conectadas por una base de 10 pisos, y los pisos superiores de las dos torres también están conectados por un gran techo blanco. El techo fue diseñado con un agujero circular para dirigir la luz hacia el patio formado entre los dos edificios, en el que se ubicará una gran piscina.